# Cerbul de Aur

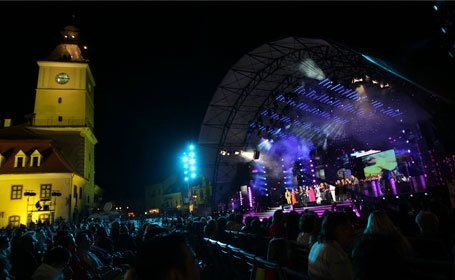

Cerbul de Aur (= Gouden Hert, voluit Festivalul Internațional Cerbul de Aur, Engels: Golden Stag Festival) is een internationaal muziekfestival dat jaarlijks in de Roemeense stad Brașov gehouden wordt. De organisator is Televiziunea Română, de staatszender van Roemenië. Het festival is opgedeeld in twee delen: een internationale wedstrijd en gastoptredens door zowel Roemeense als buitenlandse sterren. Cerbul de Aur werd voor het eerst in 1968 georganiseerd.
Er hebben al vele bekende artiesten opgetreden zoals: Gilbert Bécaud, Amalia Rodrigues, Josephine Baker, Toto Cutugno, James Brown, Kenny Rogers, Ray Charles, UB 40, Scorpions, Ricky Martin, Pink, Sheryl Crow en vele andere.
Voorheen werd het festival in de zomer gehouden, maar het is verplaatst naar de herfst.